# Литургические туфли

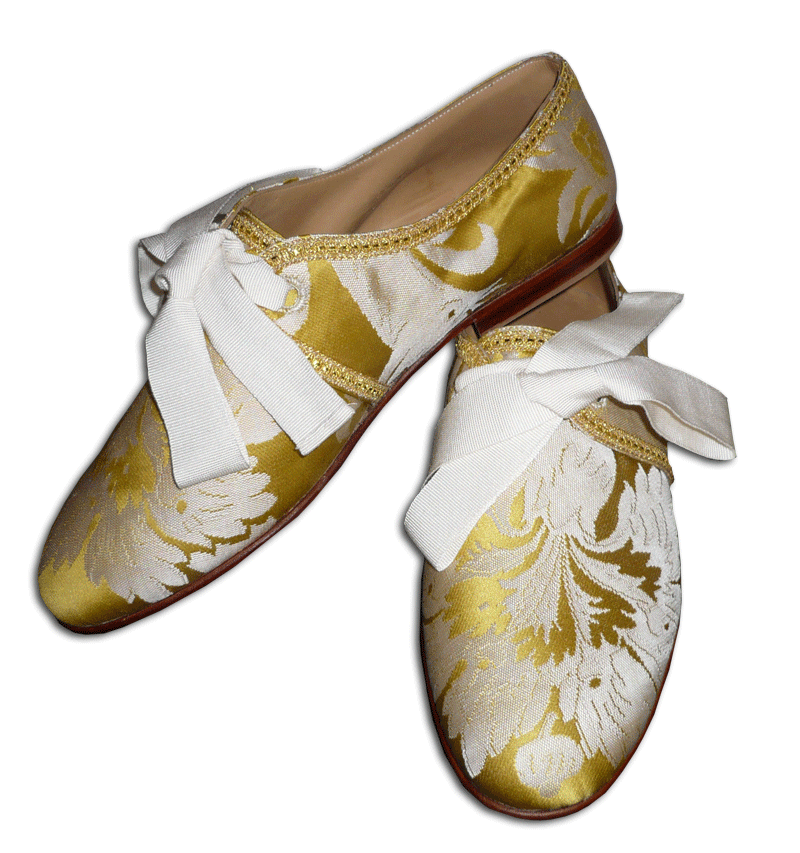
Золотые литургические туфли.

Литургические туфли (лат. sandalia) — элемент литургического облачения католического епископа, которые он надевает во время мессы.
В древности представляли собой сандалии, в настоящее время это низкие туфли, напоминающие лоферы или балетки. Подошва изготавливается из кожи, верх — из шёлка или вельвета. Цвет соответствует литургическому цвету мессы, однако чёрные туфли не используются.
Литургические туфли не следует путать с папскими туфлями, предназначенными для повседневного ношения.